# Niégo
Niégo ist sowohl eine Gemeinde (französisch commune rurale) als auch ein dasselbe Gebiet umfassendes Departement im westafrikanischen Staat Burkina Faso in der Region Sud-Ouest und der Provinz Ioba. Im Jahr 2006 hatte die Gemeinde hat 9285 Einwohner.